# 芒六矛虫
芒六矛虫（学名：Hexalonche aristarchi）为三轴球虫科六矛虫属的动物。分布于北太平洋，包括东海等海域。